# Dřín květnatý
Dřín květnatý (Cornus florida) opadavý keř s jednoduchými vstřícnými listy, pocházející ze Severní Ameriky. V České republice je pěstován jako v době květu velmi dekorativní okrasný keř.

## Synonyma
dřínovec květnatý, Cynoxylon floridum, Benthamia florida, Benthamidia florida

## Popis
Dřín květnatý je rozkladitý keř nebo nevelký strom dorůstající výšky až 12 metrů. Borka na starších kmenech je tmavě šedohnědá a drobně kostkovitě rozpukaná. Listy jsou jednoduché, vstřícně postavené, na okraji nezřetelně oddáleně vroubkované. Čepel je eliptická, široce vejčitá nebo obvejčitá, obvykle 5 až 10 cm dlouhá a 2 až 6 cm široká, obvykle s 5 až 7 páry postranních žilek. Na líci jsou listy sytě zelené a roztroušeně chlupaté, na rubu bělavé a roztroušeně přitiskle chlupaté. Květenství se rozvíjejí v době rašení listů, mají 10 až 15 mm v průměru a jsou podepřena velkými listeny. Listeny jsou bílé nebo narůžovělé, podlouhle obsrdčité, na vrcholu vykrojené až uťaté, až 6 cm dlouhé. Plodem jsou červené přisedlé elipsoidní peckovice. Z jednoho květenství se vyvíjí obvykle jen 3 až 4 plody.
Dřín květnatý je přirozeně rozšířen ve východních oblastech USA a zasahuje i do jihovýchodní Kanady. V severovýchodním Mexiku roste izolovaný poddruh Cornus florida ssp. urbiniana.

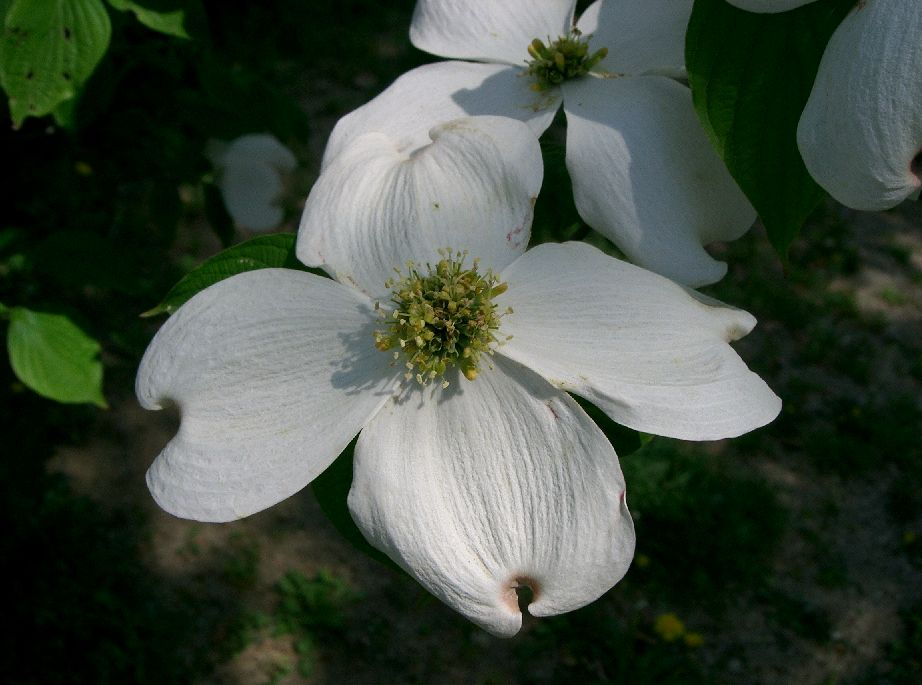
Květenství
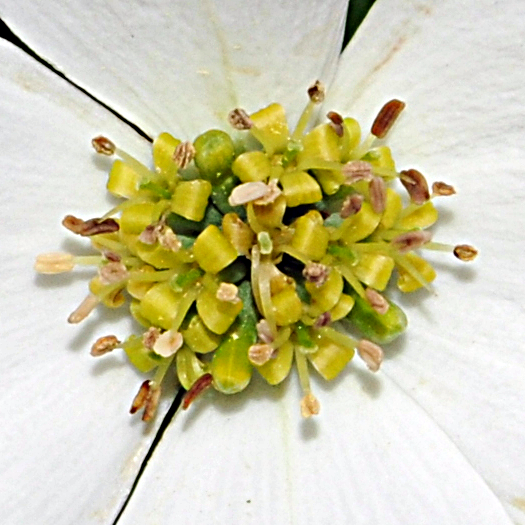
Detail květenství
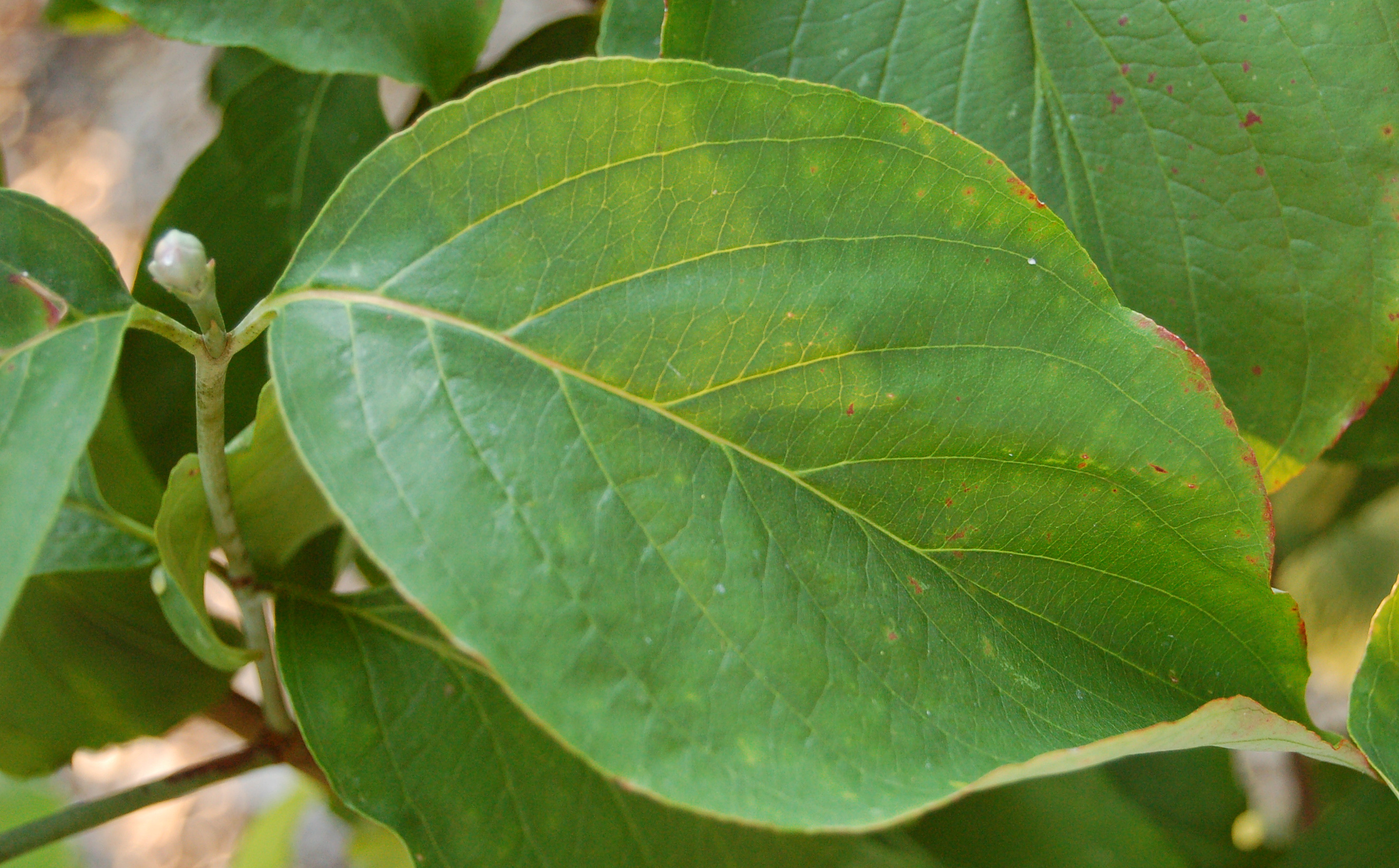
List kultivaru 'Appalacian Spring'
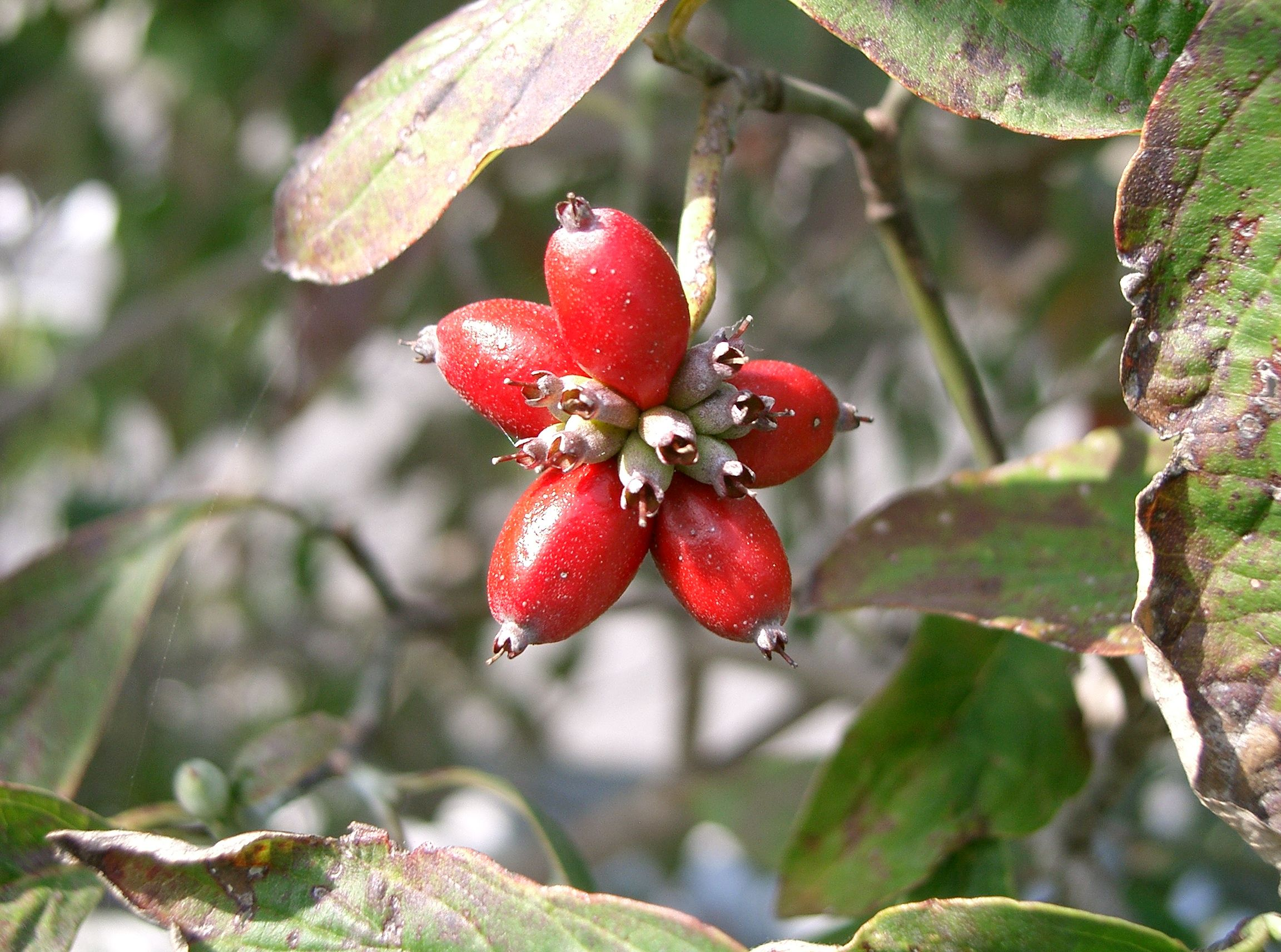
Zralé plody
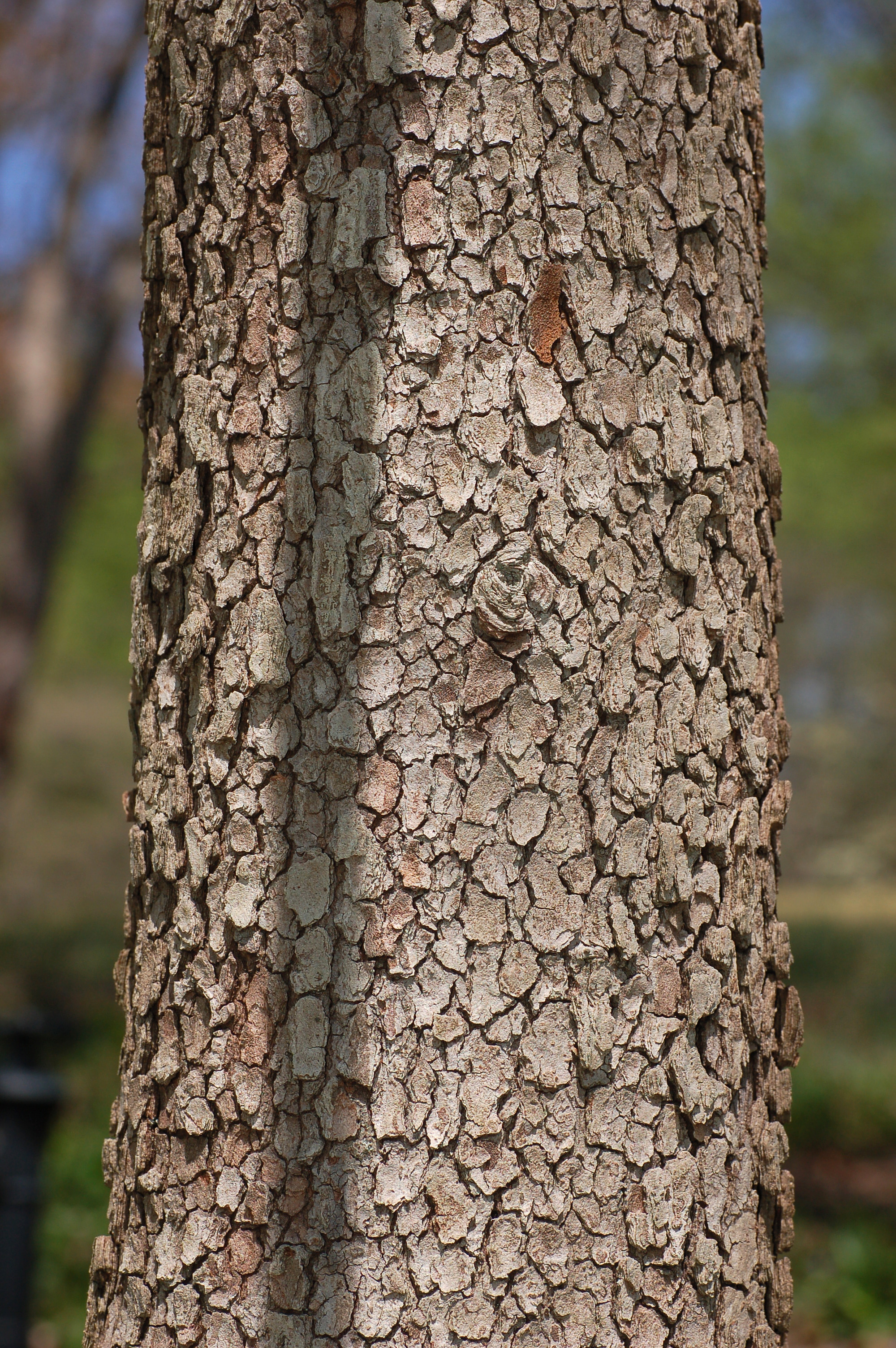
Detail kmene

## Využití
Je to jeden z nejkrásnějších dřínů. Do kultury byl zaveden již v roce 1730. V Čechách byl poprvé vysazen roku 1835 v pražské Královské oboře. Okrasných kultivarů je dnes již velké množství.
Dřevo dřínu květnatého je velmi pevné a tvrdé a je používáno na soustružnické práce. Kůra kořenů a větví má stimulující a povzbuzující účinky a je v Americe používána jako náhražka chininu.

## Pěstování
Dřín květnatý vyžaduje výživné humózní půdy s přídavkem rašeliny. Kultivary se množí vegetativně očkováním na mladé semenáče stejného druhu. Semenáčky rostou pomalu a jsou choulostivé. Nejlépe klíčí osivo získané z nepřezrálých plodů a ihned vyseté. Přesušené osivo je nutno dlouze stratifikovat.